# Onthophagus fastosus
Onthophagus fastosus là một loài bọ cánh cứng trong họ Bọ hung (Scarabaeidae).